# DAF YA-314/324

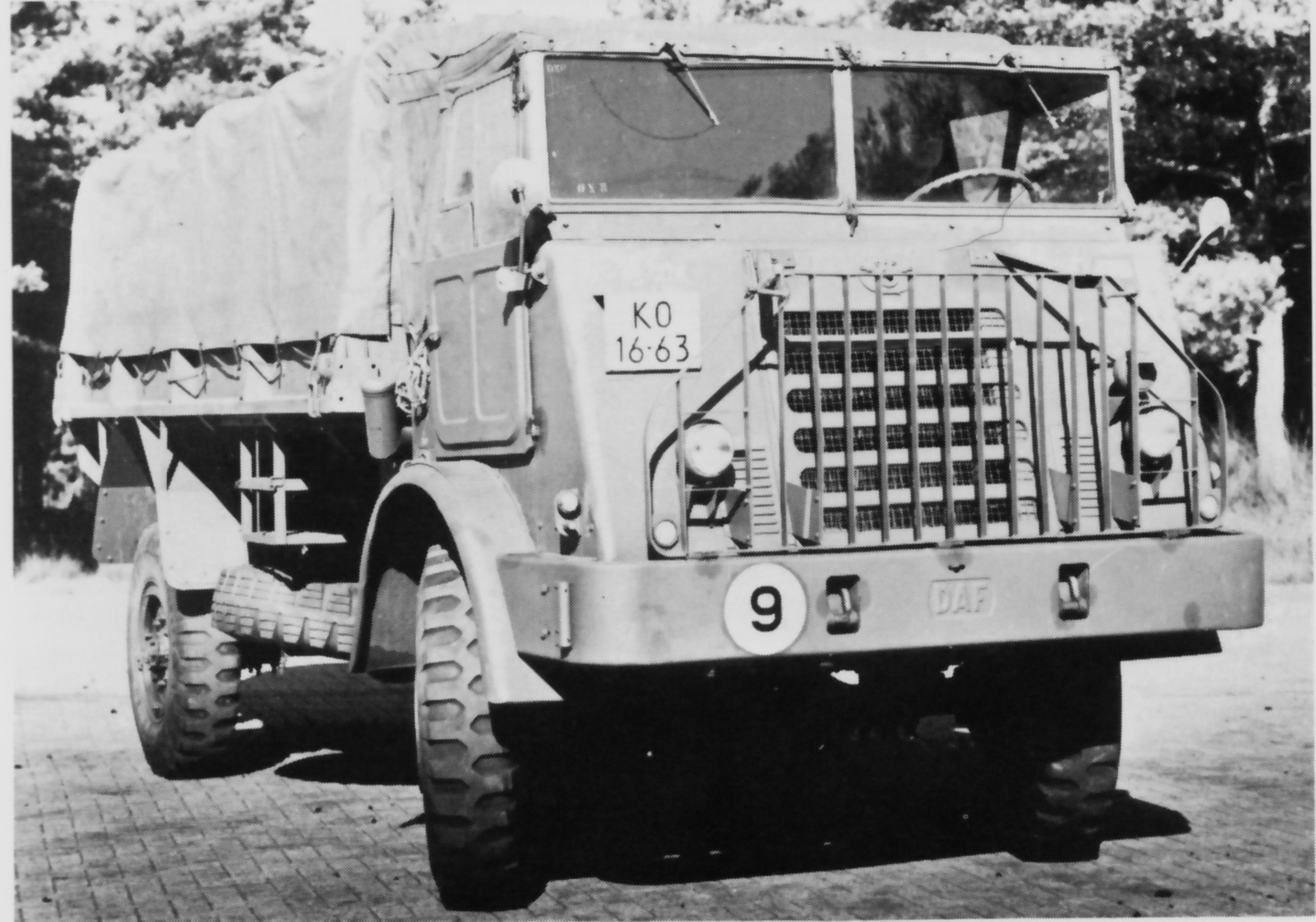
YA-314

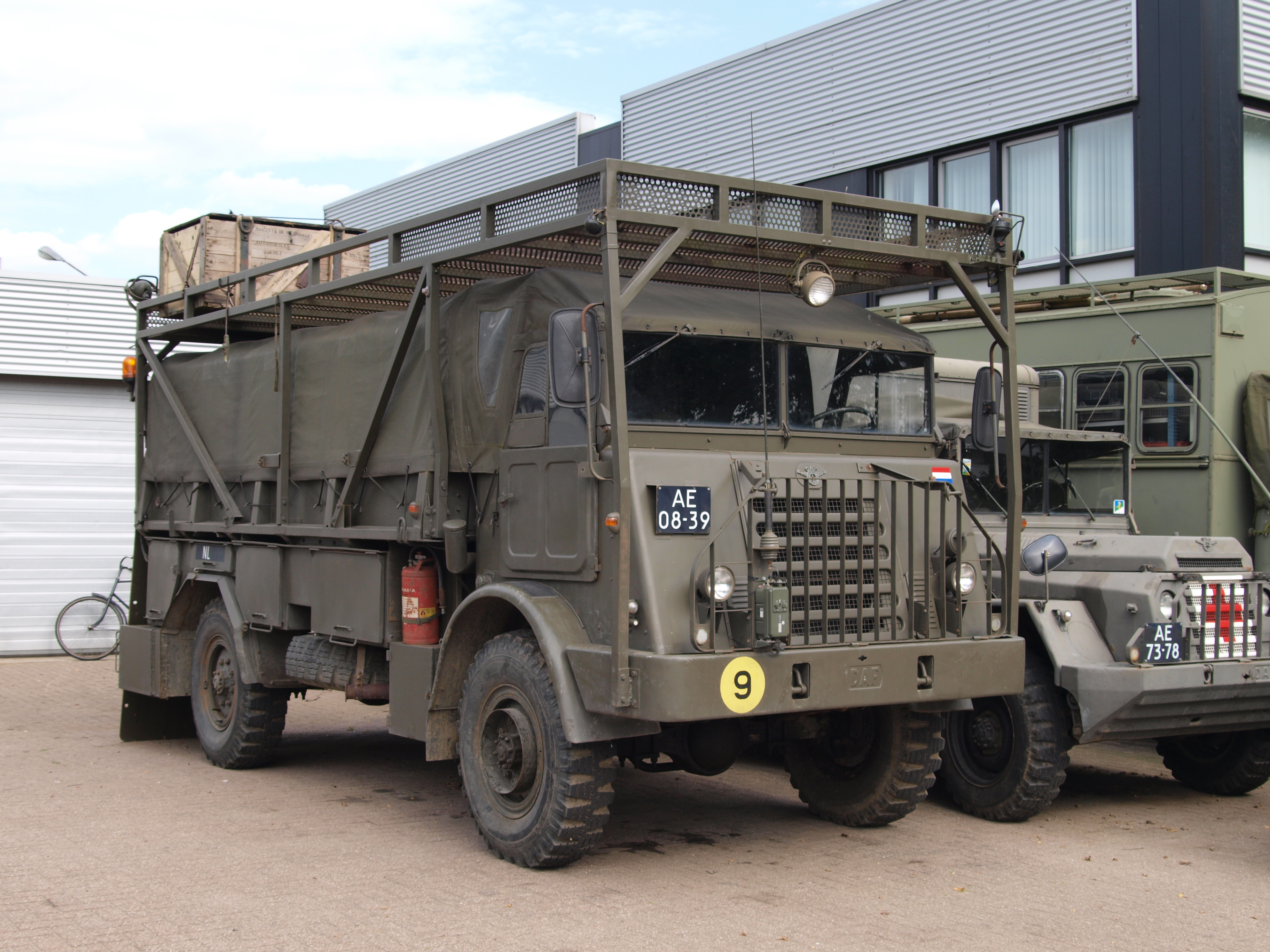
YA-314

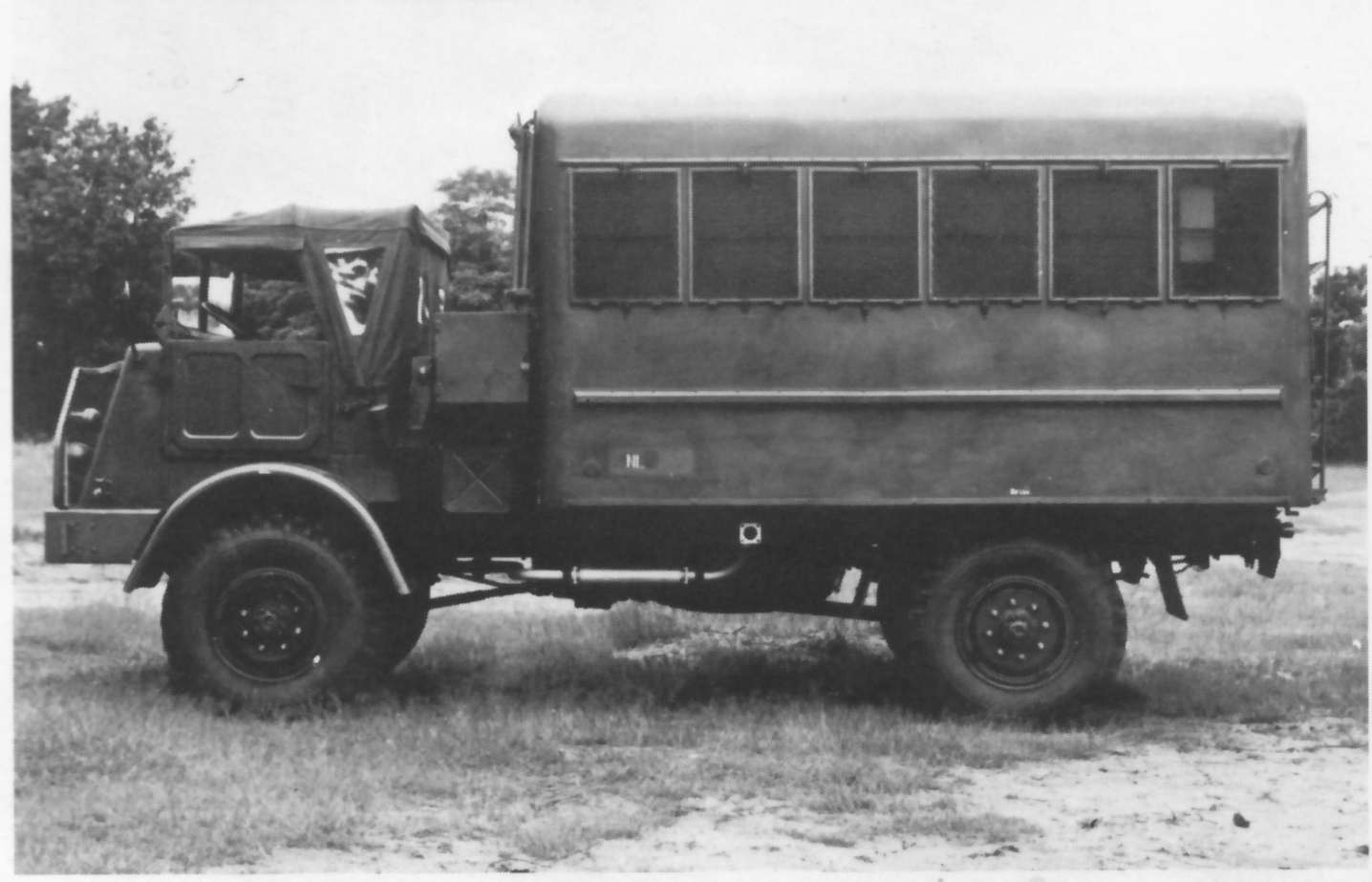
YA-324 Toolset

Der DAF YA-314 / YA-324 war ein militärischer Lkw, den DAF für die niederländische Armee von 1955 bis 1965 in 4406 Exemplaren produzierte. In den 1980er Jahren wurde die Modellreihe durch den DAF YA 4440 / 4442 ersetzt.

## Modellhistorie
In den 1950er-Jahren bestand der Fuhrpark der königlichen niederländischen Armee hauptsächlich aus Fahrzeugen der Alliierten des Zweiten Weltkriegs. Die Wartung und Lieferung von Ersatzteilen für die nicht mehr produzierten ursprünglichen britischen und amerikanischen Fahrzeuge wurde zunehmend ein logistisches Problem und eine Erneuerung wurde daher notwendig. Am 20. Dezember 1951 erhielt DAF einen ersten Auftrag der Regierung in Höhe von 175 Millionen Gulden. Dieses Geld war eine Maßnahme des Marshall-Plans zum Wiederaufbau von Europa. Insgesamt summierten sich die Aufträge zwischen 1951 und 1956 auf 393.583.005 Gulden für die Lieferung von drei unterschiedlichen Arten von militärischen LKW, neben dem YA-314 auch den DAF YA-328 und den DAF YA-126.
Der Lkw YA-314 hatte keine Servolenkung und keine Heizung. Um das Führerhaus zu erwärmen, musste die zwischen den Sitzen platzierte Motorhaube geöffnet werden, sodass die Motorwärme, aber auch Lärm und Öldämpfe sich verbreiten konnten. Der Wert eines Fahrzeugs betrug 25.000 Gulden. Dieser Preis wurde auf das Armaturenbrett geschrieben, wahrscheinlich um die Fahrer zur Schonung des Materials anzuhalten.

## Typenbezeichnung
Die Typenbezeichnungen YA, YK, YF-314/324 setzte sich in der folgenden Art und Weise zusammen:
- Y = Militärfahrzeug
- A = Allgemein,
- F = (Fuel) Tankfahrzeug,
- K = Kipperfahrzeug,
- 3 = Nutzlast in Tonnen,
- 1 oder 2 = Serie 1. oder 2.
- 4 = Anzahl der Räder

Die Serie 1 DAF YA-314 wurde von 1955 bis 1960 gebaut und die zweite Serie YA-324 von 1961 bis 1965. Beim YA-324 wurde das Chassis etwas erweitert, stärkere Blattfedern an der Hinterachse verbaut mitsamt geänderten Stoßdämpfern vorne und hinten. Außerdem war beim YA-324 neben dem Tachometer auch die Füllstandsanzeigen neben dem Geschwindigkeitsmesser beleuchtet und neben dem Planenaufbau gab es ihn nun auch mit geschlossenem Metallaufbau statt Stahlaufbau.

## Modellvarianten
- General Service, Planenaufbau für Transport von Soldaten oder Gütern
- Toolset, Kofferaufbau mit Büroausstattung
- Funkdienst- oder Aufklärungsfahrzeug mit Kofferaufbau
- Werkstattwagen mit Kofferaufbau und Seilwinde
- Feldküchenfahrzeug mit Kofferaufbau
- Tankwagen YF-324
- Kipperfahrzeug YK-314. Mit dem Aufkommen des YA-616-Kippers wurden die YA-314-Kipperfahrzeuge überflüssig. Dadurch wurden sie umgerüstet und statt des Kipperaufbaus erhielten sie einen Planenaufbau des YA-324-Standardmodells mit dem Vorteil höherer Nutzlast von nun 4,5 Tonnen.
- DAF YA-414 4-Tonnen-Version des 314 der nur als Prototyp von DAF entwickelt, aber unter Lizenz von Pegaso gebaut wurde.

## Technische Daten
Motor
- Hercules JXC 4,62 Liter Sechszylinder, Viertakt-SV-Benzinmotor, flüssigkeitsgekühlt
- Leistung: 75 kW (102 PS) bei 3200/min
- Max. Drehmoment: 285 Nm bei 1400/min
- BorgWarner synchronisiertes Schaltgetriebe mit 4 Gängen

### Federung vorne und hinten
- Blattfeder
- Doppelt wirkende hydraulische Stoßdämpfer

### Bremssystem
- Trommelbremsen hydraulisch mit Bremskraftverstärker

### Elektrik
- Bordspannung: 24 Volt – zwei Batterien mit 12 Volt in Reihe verschaltet, Kapazität: 240 Ah.

## Maße und Gewichte
- Höhe: 2050–2785 mm
- Länge: 6090 mm
- Breite: 2425 mm
- Gewicht: YA-314: 4800 kg, YA-324: 5500 kg
- Nutzlast: 3000 kg
- Max. Gesamtgewicht: YA-314: 7800 kg, YA-324: 8500 kg
- Max. Achslast vorne: 3400 kg
- Max. Achslast hinten (Doppelachse): YA-314: 4400 kg, YA-324: 5100 kg

## Leistung
- Max. Geschwindigkeit auf der Straße: 76 km/h
- Reichweite: 630 km
- Wendekreis: 18 m
- Steigfähigkeit: 40 %
- Watfähigkeit: 75 cm
- Bodenfreiheit: 48 cm
- befahrbare Steigung: 35-40°
- Zwei Kraftstofftanks von je 105 Liter

Anders als der DAF YA-328 und der DAF YA-126 gelangte der DAF YA-314 und YA-324 bei seiner Ausmusterung bei der niederländischen Armee, die in den 1980er Jahren begann, kaum in private Hände. Wohl aufgrund der höheren Verwendbarkeit landete der Großteil der Exemplare bei ausländischen Armeen.
Viele YA-314 wurden verschrottet und ihre Vorder- und Hinterachsen beim Bau von Containern eingesetzt. In der niederländischen Armee wurde der DAF YA 4440 / 4442 das Nachfolgemodell.